# Christopher Hatton

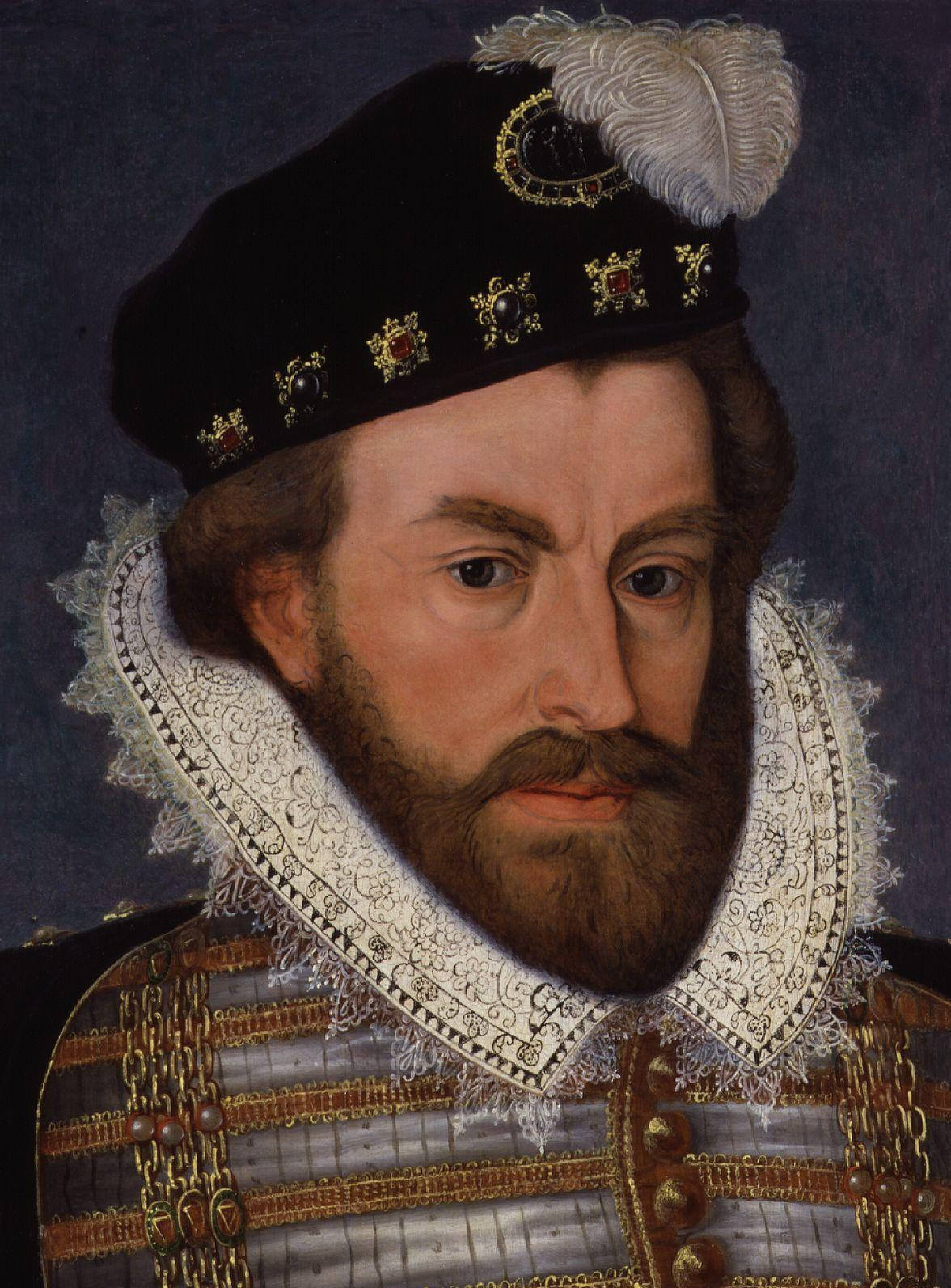
Christopher Hatton, cirka 1575.

Christopher Hatton, född 1540, död 20 november 1591, var en engelsk statsman, som under en period var lordkansler av England. Han var även en av drottning Elisabets favoriter.

## Barndom och uppväxt
Christopher Hattons far var en lantjunkare från Northamptonshire, William Hatton (död 1546) och hans mors namn var Alice Saunders. Hatton fick en för tiden gedigen formell utbildning, han tog sin examen i juridik vid  St Mary Hall, Oxford.  Hatton fick namn om sig att, utöver att vara en mycket stilig och sympatisk man, även vara en framstående dansör. Sammanlagt lyckades dessa egenskaper ådra sig drottning Elisabets intresse, och Hatton utsågs till en av hennes hovmän år 1564. Han gjorde snabbt karriär vid hovet, och utsågs till kapten vid drottningens livvakt år 1572. Drottningen överöste honom med dyrbara gåvor, bland annat fick han ett antal egendomar och lukrativa ämbeten vilket ledde till att rykten om att han var drottningens älskare började cirkulera. Detta rykte spreds bland annat av Maria Stuart som satte anklagelsen på pränt år 1584. Hatton hade utnämnts till vice-chamberlain i det kungliga hushållet år 1578, och dessutom till medlem av drottningens Privy Council, en mycket eftertraktad och inflytelserik roll. Han hade dessutom varit medlem av parlamentet sedan år 1571, först som representant för Higham Ferrers och senare för Northamptonshire. År 1578 dubbades Hatton till riddare, och utsågs till drottningens talesman i underhuset. Han engagerade sig bland annat i rättegången mot John Stubbs och William Parry då dessa stod anklagade för att ha publicerat material som propagerade mot ett äktenskap mellan drottning Elisabet och en fransk prins. Hatton motsatte sig förslaget att yrka på att de anklagade skulle avrättas. Hatton utsågs även till att ingå i den delegation som skulle försöka förhandla fram ett äktenskap mellan Elisabet och Frans Hercule av Anjou år 1581.

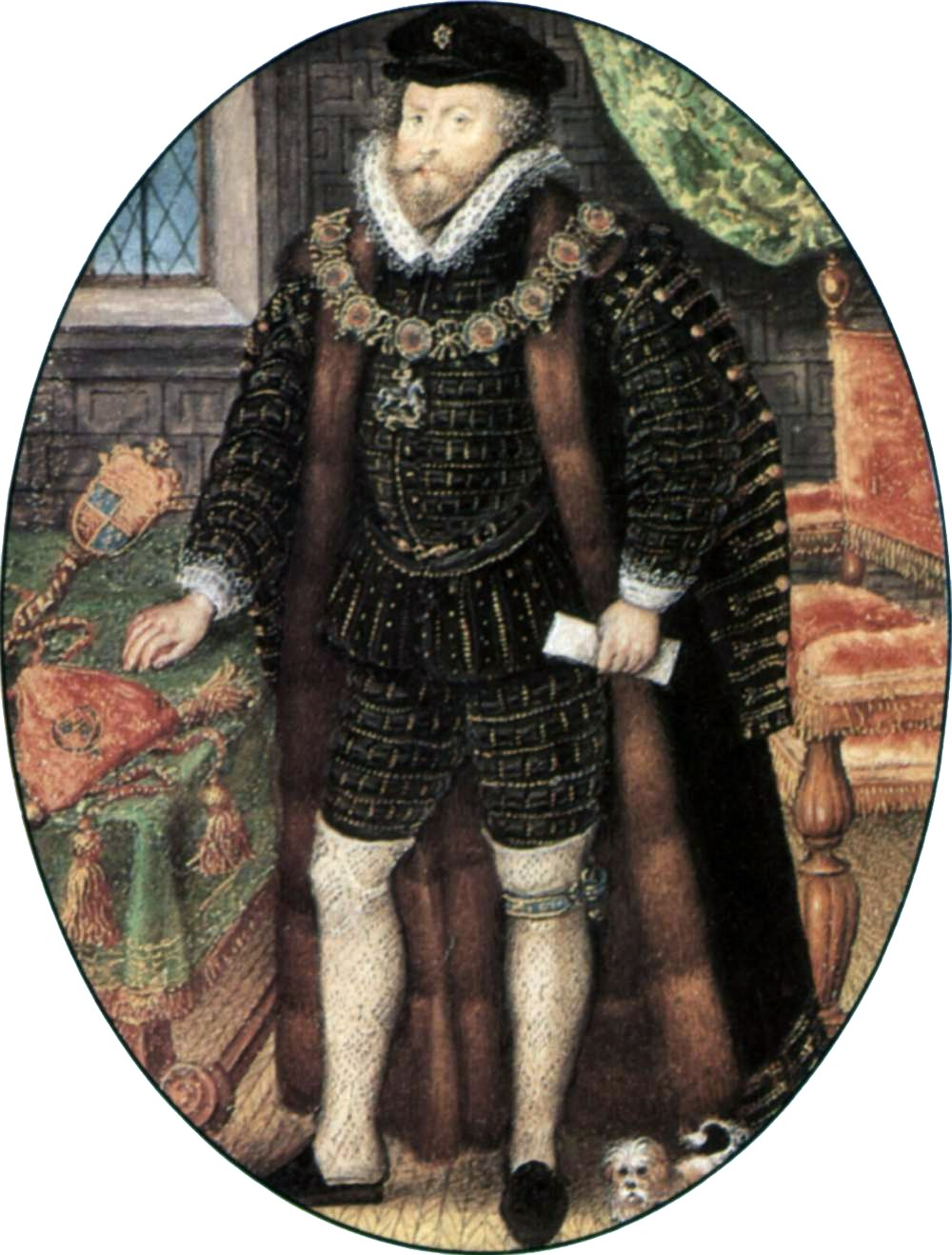
Hatton av Nicholas Hilliard, 1588-1591.

I sin roll som advokat deltog Hatton i rättegången mot Anthony Babington år 1586 då denne dömdes till döden för att ha lett en konspiration vars mål var att mörda drottningen, sätta Maria Stuart på tronen och återbörda England till den katolska tron. Hatton var även en av de rådsmän som dömde Maria Stuart till döden som skyldig till högförräderi på grund av hennes del i komplotten. Han avrådde bestämt Elisabet från att gifta sig med den franske prinsen men, enligt en källa, betygade samtidigt flera gånger Maria Stuart att han var redo att ta henne till London om det skulle falla sig så att den engelska drottningen skulle avlida.   Huruvida detta är sant eller ej kan inte längre historien fastställa. Hattons lojalitet mot Elisabet har dock aldrig ifrågasatts, och det var han som en gång i december 1584 orkestrerade den minnesvärda scen då fyra hundra parlamentsledamöter knäböjde i underhuset och förenade sig med Hatton i den bön för drottningens säkerhet som han förestavade. 
Hatton fördömde kraftigt Maria Stuart inför det engelska parlamentet och rådde William Davison, en annan av drottning Elisabets rådgivare, att skicka den avrättningsorder drottningen givit Davison vidare till Fotheringay där Maria Stuart hölls fången. Hattons ställningstagande kan ha präglats av det faktum att han sedan länge var en av Elisabets favoriter, och att han kontinuerligt av henne fått mottaga stora gåvor. Samma år, det vill säga 1587, upphöjdes Hatton av drottningen till Lordkansler, han kom att bli den sista parlamentsledamoten att inneha detta ämbete, (med undantag för den märkliga historien med Charles Yorke) tills Jack Straw cirka fyrahundratjugo år senare erhöll samma ställning.  Även om Hattons meriter på det juridiska området inte var särskilt framstående förefaller han ha skött sitt ämbete med sunt förnuft och gott omdöme. Han sägs ha varit katolik till allt utom det yttre, ändå lyckades han behandla religiösa frågor med tolerans och besinning. Han dog i London, och begravdes i St Paul's Cathedral.
Även om det ibland har spekulerats i ett hemligt äktenskap förefaller Hatton ha förblivit ogift, och hans stora och värdefulla egendomar ärvdes därför av hans systerson sir William Newport, som tog sig namnet Hatton. Sir Christopher var riddare av Strumpebandsorden, och kansler för universitetet i Oxford. Drottning Elisabet markerade sin gunst genom att under hela hans tid vid hovet skänka Hatton egendomar och andra dyrbara gåvor. Hon tvingade bland annat biskopen av Ely att skriva över brukanderätten till biskoparna av Elys palats i London, Ely Place beläget i Holborn, på Hatton. Denne använde sedan residenset som sin bostad i London, och ännu idag är den närbelägna parken uppkallad efter honom, Hatton Garden. Hatton omtalades som en man som höll hårt i sina pengar, men han var ändå bekant som kulturmecenat, främst gav han stöd åt författare, och poeten  Edmund Spenser som bland annat skrev den episka hyllningsdikten till drottning Elisabet, The Fairy Queene, var en av hans personliga vänner. Hatton skrev själv den fjärde akten av tragedin Tancred and Gismund, och hans död gav upphov till en rad av hyllningsdikter och andra panegyriska texter på både vers och prosa.
När sedan Hattons brorson och arvinge sir William Hatton avled år 1597, även han utan söner, ärvdes egendomarna av en avlägsen släkting som även han hette sir Christopher Hatton (död år 1619). Dennes son och arvtagare, Christopher, upphöjdes till baron Hatton av Kirby.

## Rikedomar
Hatton blev tack vare sin kometartade karriär och drottning Elisabets gunst en mycket rik man. Detta ledde till att Hatton år 1583 valde att, på det sätt som var brukligt i tiden, markera sitt välstånd och sin maktställning genom att låta bygga sig ett magnifikt hus. Detta palats fick namnet Holdenby House, och låg i Holdenby i Northamptonshire. När det byggdes var huset den största privategendomen i England. Fasaden smyckades av 123 enorma glasfönster, vilket var ett tydligt sätt att visa upp sin rikedom på då fönster på denna tid var en otroligt kostsam lyxvara. Det hade därför blivit brukligt att markera sin status just genom mängden fönster man hade råd att installera. Huset hade två större inre borggårdar och påminde både till utseende och storlek om det kungliga slottet Hampton Court. Huset var tre våningar högt och innehöll två stora representationsrum, ett åt Hatton själv och ett som färdigställdes åt drottningen om hon skulle välja att besöka palatset, vilket hon dock aldrig gjorde.  William Cecil som var en av Elisabets främsta rådgivare och ministrar besökte huset på sin ålders höst och uttalade sin beundran för den stora trappuppgången som ledde från hallen till representationsrummen. Cecil var så imponerad att han tillkännagav att huset var så felfritt att han till och med glömt bort smärtan från sina giktbrutna ben medan han gick omkring och beundrade det. Hatton sparade inte på några utgifter, vid ett tillfälle lät han till och med betala för att man skulle flytta en hel by som skämde utsikten från ett av husets fönster. Kostnaderna för detta överdådiga byggnadsverk dränerade Hattons ekonomi så till den grad, att han egentligen aldrig mer var stadd vid sund kassa.  För att försöka öka på sina inkomster och möta de enorma utgifterna började Hatton investera i några av de upptäcktsresor som företogs av sir  Francis Drake. Hatton var en av de investerare som bidrog till att möjliggöra Drakes seglats runt jorden, och när Drake nådde fram till Magellans sund döpte han om sitt flaggskepp till  The Golden Hind för att hedra Hatton vars vapensköld pryddes av en heraldisk gyllene hind. Bara denna enda expedition inbringade £2300 åt Hatton.

## Död och begravning
Trots sin sällsamma karriär och sina framgångar dog Hatton utan barn och utan kontanta tillgångar bara några år efter att hans palats i Holdenby stod färdigt. Allt som idag återstår av den enorma byggnaden är några gamla skisser och planritningar, ett rum som senare inkorporerades i den nya byggnad som restes på platsen under 1870-talet, delar av den med pilastrar prydda portiken samt två valvbågar med årtalet 1583 inristat som nu står resta som monument över platsens historia i den tidigare palatsträdgården..
År 1591 började Hattons hälsa att avta, och drottningen kom personligen och hälsade på honom vid hans sjukbädd den 11 november. Han avled i sitt hem Ely Place och en statsbegravning hölls för honom den 16 december i Old St Paul's Cathedral . Ett magnifikt monument till Hattons ära restes bredvid högaltaret i Old St Paul's:  'towering above it - an outrage to the susceptibilities of the devout but an object of marvel to London sightseers - until the Great Fire of London of 1666 dethroned and destroyed it' (Tornandes upp över det, en företeelse för de troende att uppröras över men något att beundra för turisterna i London, tills den stora branden i London förstörde monumentet år 1666).
En skola, Sir Christopher Hatton School, vanligtvis kallad  'Hatton School' öppnades till hans minne år 1983 i  Wellingborough, Northamptonshire.